# Jurassic Shark
Pour plus de détails, voir Fiche technique et Distribution.
Jurassic Shark, aussi appelé Attack of the Jurassic Shark (en français : L'Attaque du requin jurassique) est un film canadien réalisé par Brett Kelly, sorti en 2012,. Il parodie deux films réalisés par Steven Spielberg : Les Dents de la mer et Jurassic Park.

## Synopsis
Un mégalodon (requin préhistorique) est accidentellement libéré après qu'une plate-forme pétrolière située au milieu d’une petite île sur un lac ait foré trop loin dans le fond du lac. Le dysfonctionnement qui en résulte crée également une explosion. Le requin mange deux filles avant d’attaquer un groupe de voleurs d’oeuvres d’art dans un bateau. Le groupe est composé de Barb, Rich, Doug, Jerry et Jack. Jack est mangé tandis que les autres s’échappent sur l’île, mais ils laissent tomber le tableau volé dans l’eau. Jerry est envoyé pour le récupérer, mais il n’y parvient pas, et il est tué par le requin.
Pendant ce temps, un groupe d'étudiants composé de Jill, Tia, Kristen et Mike tentent de se rendre sur l’île afin que Jill puisse trouver la plate-forme, ce qui, espère-t-elle, l’aidera dans son essai sur la pollution. Cependant, le requin attaque leur bateau et tue Mike pendant que les autres atteignent le rivage. Ils rencontrent les voleurs qui prétendent être des touristes, et passent la nuit sur l’île. Le lendemain matin, ils trouvent l’établissement, ainsi que le seul survivant de l’explosion, le Dr Lincoln Grant. Barb, Rich et Doug révèlent alors leur véritable identité et forcent Grant à se jeter à l’eau pour récupérer le tableau, mais il est rapidement mangé par le requin. Jill, Tia et Kristen utilisent ce temps pour se cacher, bien que les voleurs les poursuivent. Kristen est mangée dans le chaos qui s’ensuit tandis que Jill et Tia sont recapturées.
Le lendemain matin, Barb fait plonger Jill et Tia pour récupérer la peinture tandis que Rich distrait le requin avec de la dynamite. Les filles jettent une pierre sur Rich, ce qui donne à la dynamite assez de temps pour exploser dans sa main, le tuant. Elles jettent ensuite une pierre sur Doug, et il se retrouve dans l'eau, où il est tué. Les filles s’emparent d’un pistolet et se retrouvent dans une impasse, bien que le requin saute hors de l’eau et mange Barb. Jill utilise alors la dynamite restante pour tuer le requin, et elle et Tia quittent l’île. Pendant ce temps, deux pêcheurs sont mangés vivants par un autre mégalodon, ce qui laisse entendre que la menace n’est pas terminée.

## Distribution
- Emanuelle Carriere : Jill
- Christine Emes : Tia
- Céline Filion : Kristen
- Angela Parent : Barb
- Duncan Milloy : Rich
- Phil Dukarsky : Doug
- Kyle Martellacci : Mike
- Joshua Gilbert Crosby : Jack
- Kevin Preece : Jerry
- Jurgen Vollrath : le Dr Lincoln Grant
- George Hudson : Luke
- Kala Gray : Brittany
- Sarah Mosher : Tiffany
- Sherry Thurig : la scientifique
- Jody Haucke : la présidente
- Real Darren Stevens : pêcheur 1
- Ian Quick : pêcheur 2
- Kimberly Wolfe : Beer Girl

## Réception critique
Fangoria l'a qualifié de « sharksploitation filmé à Ottawa » avec une ambiance qui « est purement amusante, semblable aux récents films sur la vie marine devenue folle [tels] comme Piranha 3D et Sharktopus. Inversement, Alex DiGiovanna de Move Buzzers a critiqué le film, notant qu’avec des films en VOD ou en DVD sur des créatures géantes attaquant des gens sur une plage, « vous pouvez vous attendre à ce qu’ils soient drôles, d’une manière terrible tout en ayant une sorte de valeur ajoutée de divertissement. Dommage que ce ne soit pas le cas avec le film d’amateur de Brett Kelly Attack of the Jurassic Shark, où Jaws rencontre Jurassic Park et Megalodon. Il a dit « quand je dis que ce film est l’un des pires morceaux de cinéma que mes yeux ont eu le malheur de regarder, je le pense vraiment. » Il a expliqué : « J’adore les films d’horreur terribles, je pense qu’ils sont hilarants et bien que celui-ci ait eu quelques-uns de ces moments, il ne pouvait pas être à la hauteur de son potentiel. » Il a noté que les attentes des téléspectateurs ne seraient déçues que par « des filles moyennes en bikini, un travail d’accessoires terrible, des images de synthèse horribles (pour la plupart), des séquences de mort pathétiques, un requin volant et un montage très long et sans dialogue ».
Dread Central a parlé négativement des premiers efforts de la production pour réaliser une bande-annonce du film, la qualifiant de « décevante » en tant que « bande-annonce d'un film de requin tueur avec très peu de requin dedans ». En comparant la première bande-annonce à la dernière, ils ont développé en écrivant « les différences entre les deux bandes-annonces devraient être une leçon pour les cinéastes indépendants de ne pas publier la première bande-annonce de leur film au public avant qu’ils ne soient vraiment prêts à montrer leurs produits cinématographiques. »
JoBlo a parlé un peu plus positivement de la dernière bande-annonce qui comprenait des images du mégalodon présumé et a prédit que le film « a le potentiel de devenir quelque chose de spécial ».  Après la sortie du DVD, ils ont trouvé le film et la prémisse « une merde ridicule ». 
Aint It Cool News a critiqué le film pour de mauvais effets spéciaux numériques rendant son requin cartoonesque. Ils ont développé que c'était « Incroyable à quel point les effets sont mauvais ici », et que le film était « un exercice sur la façon de ne pas faire un film à petit budget ».